# Server-zu-Server
Server-zu-server (auch S2S, von englisch S[erver] t[w]o S[erver],  oder Interserver) ist ein technischer Aspekt von Netzwerkprotokollen, welcher eine Erweiterung des klassischen Client-Server-Modells beschreibt, bei dem Teile des Protokolls nur den Datenaustausch zwischen Servern betrifft.
Interserver-Erweiterungen erfüllen oft Datenverteilungsbedürfnisse, weswegen Multicast-Routing eine oft erwünschte Eigenschaft darstellt.
Protokolle, welche zusätzlich zum Client-Server-Betrieb auch Interserver-Erweiterungen verwenden:
- Domain Name System (DNS)
- Dynamic Host Configuration Protocol (DHCP)
- File eXchange Protocol (FXP)
- InterMUD
- Internet Relay Chat (IRC)
- Network News Transfer Protocol (NNTP)
- Protocol for SYnchronous Conferencing (PSYC)
- Session Initiation Protocol (SIP)
- Secure Internet Live Conferencing protocol (SILC)
- Extensible Messaging and Presence Protocol (XMPP)